# K-151
K-151은 기아자동차에서 개발한 전술차량이며 K-131의 대체 모델로 출시되었다. 단축형과 장축형이 존재하며, 단축형은 방탄 사양도 존재하지만 장축형은 비방탄 사양만 존재한다. 2019년에 페이스 리프트를 거쳐 앞모습과 뒷모습이 완전히 변경되었다.

## 수출
폴란드, 칠레, 나이지리아, 필리핀, 말리 등에 수출하여, 운용 중에 있다.

## 갤러리

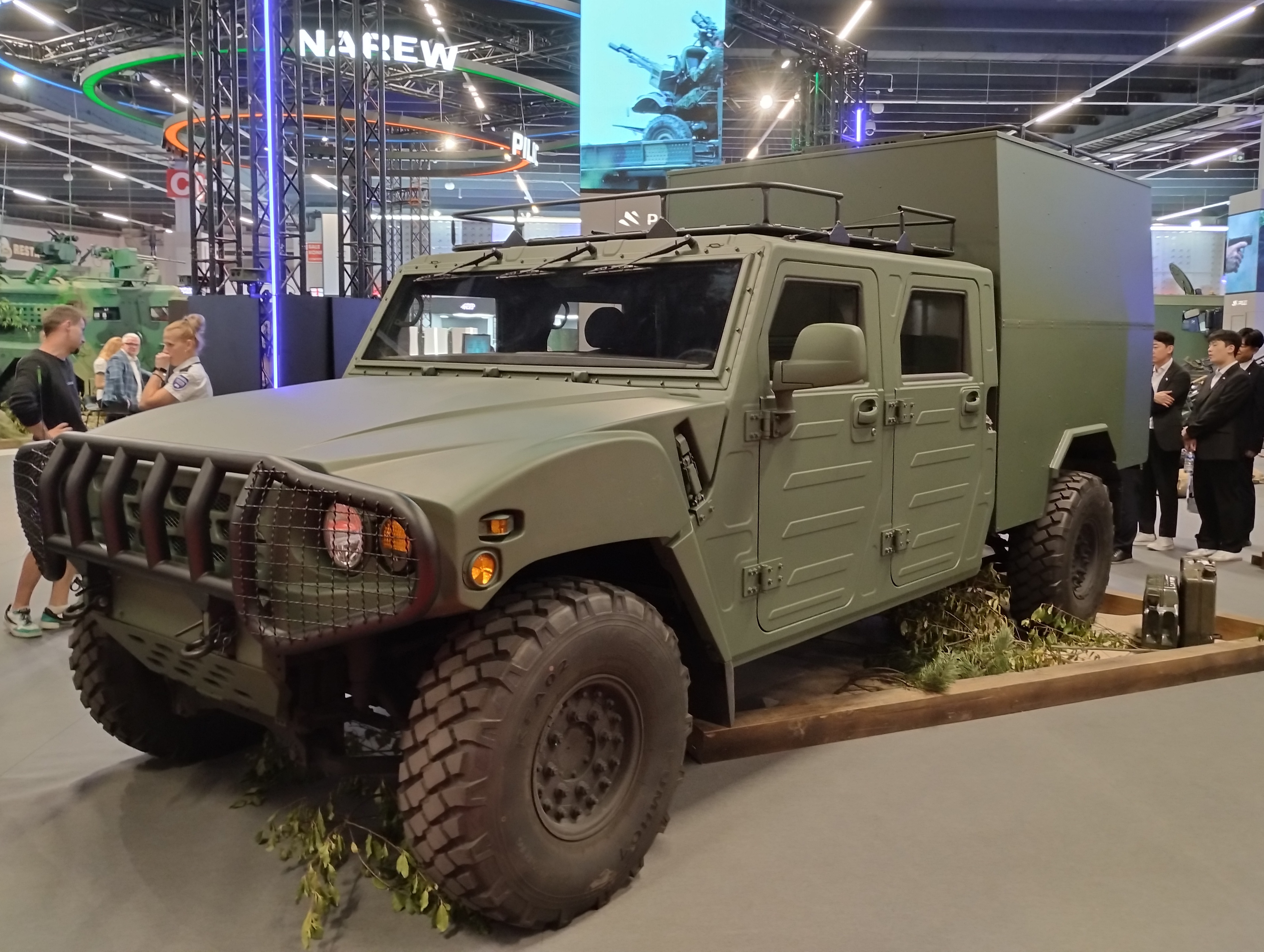
폴란드군 KLTV 레그완-L
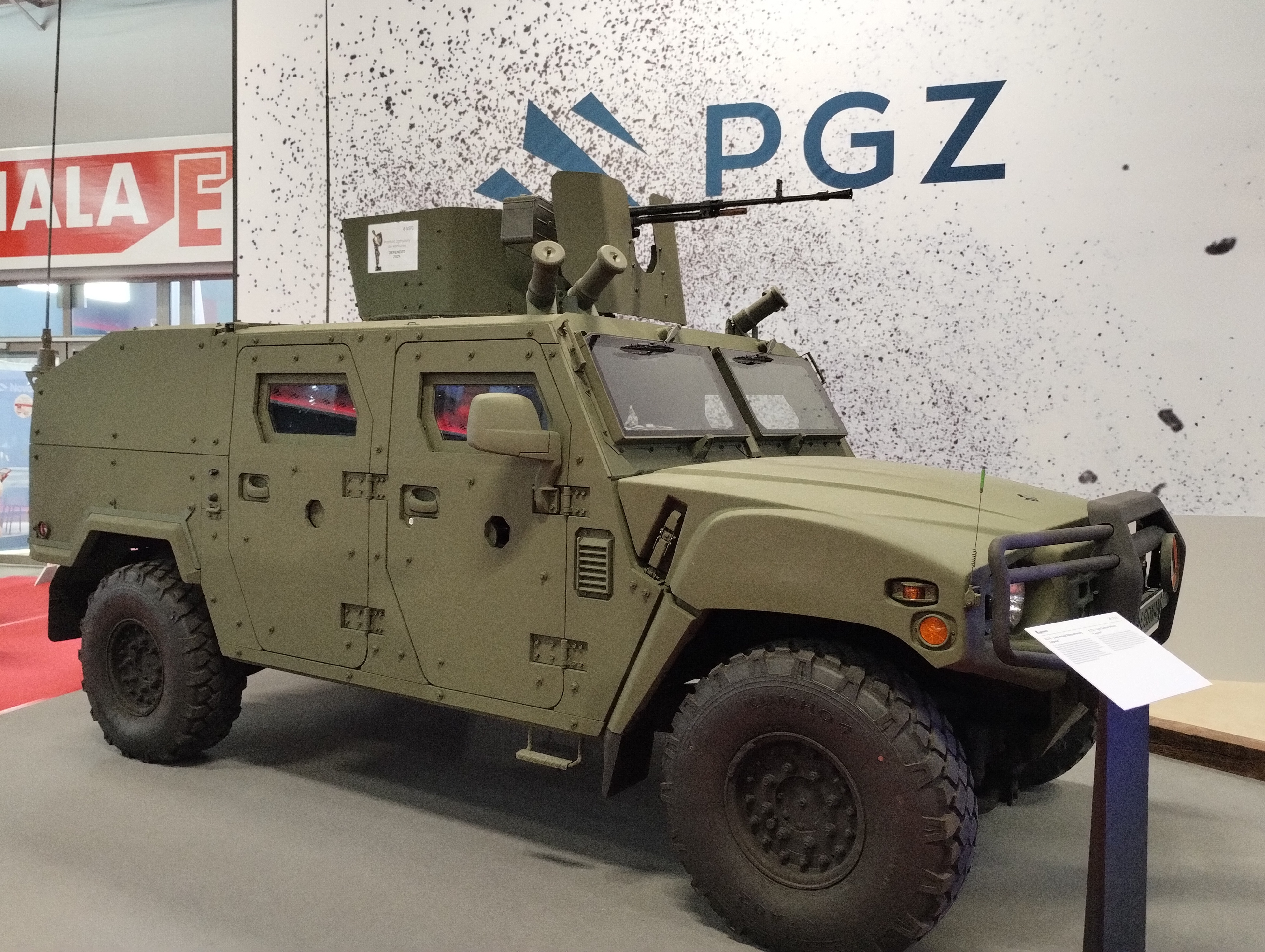
폴란드군 KLTV 레그완
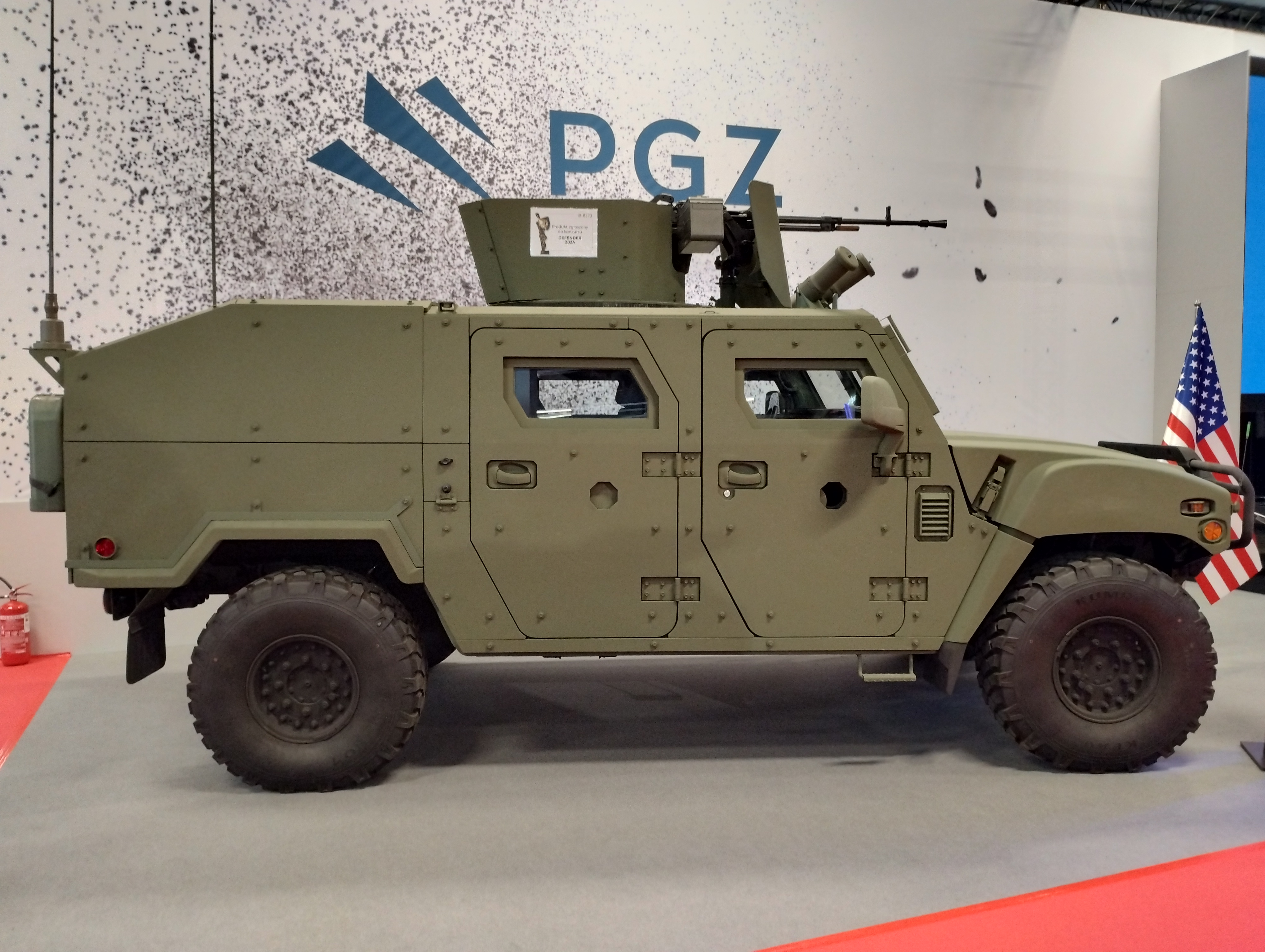
폴란드군 KLTV 레그완(측면)
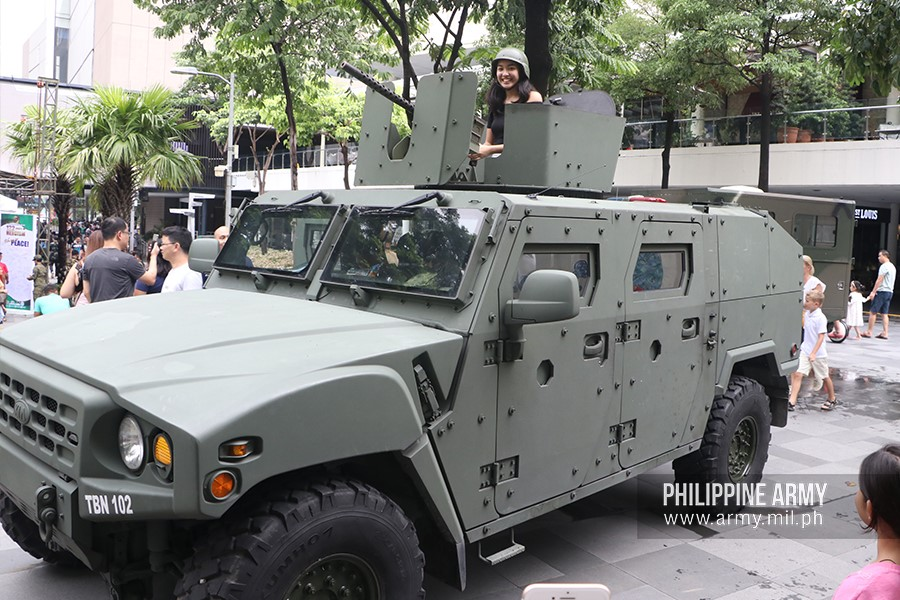
필리핀군의 KLTV
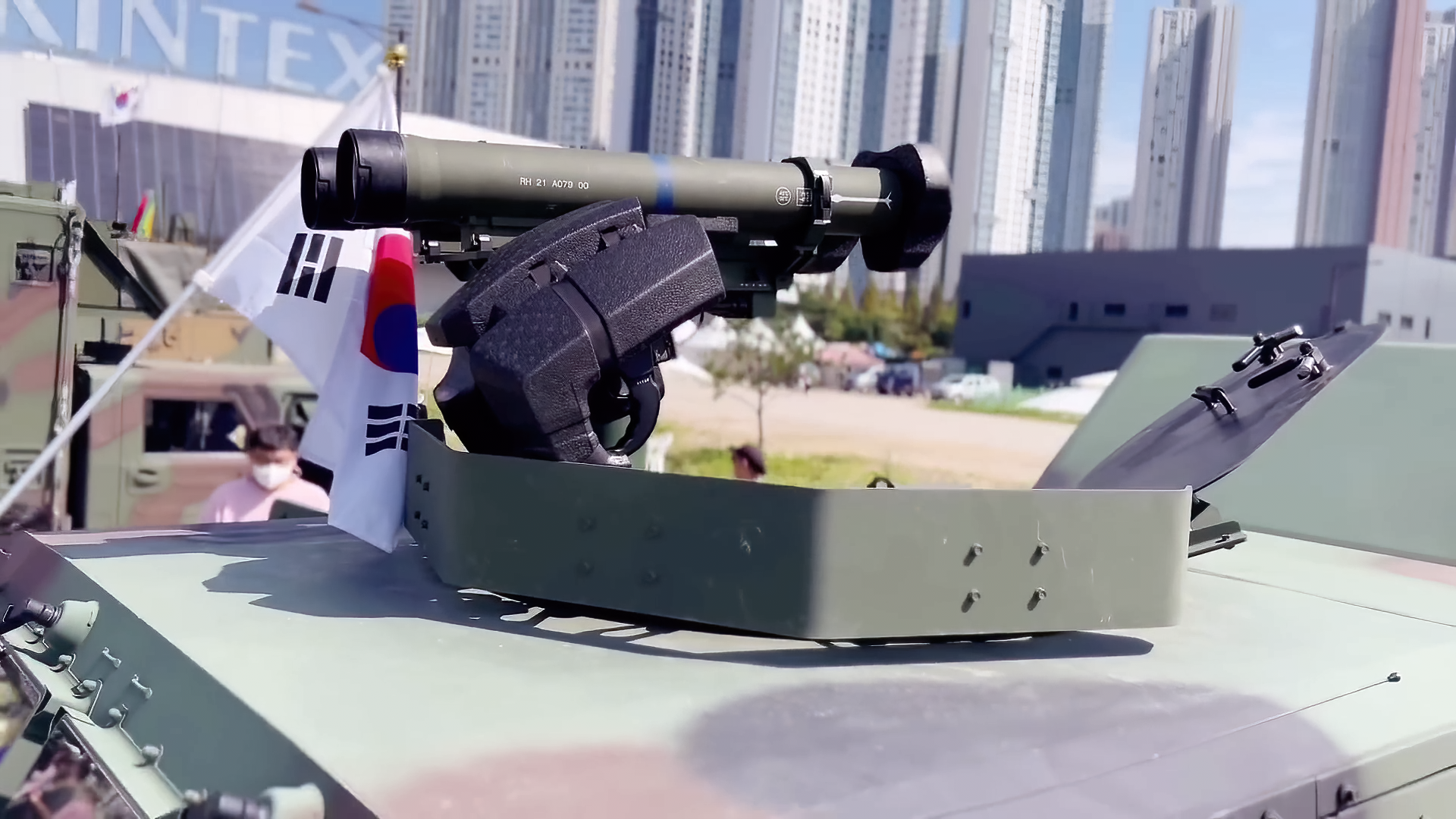
필리핀군의 KLTV의 현궁
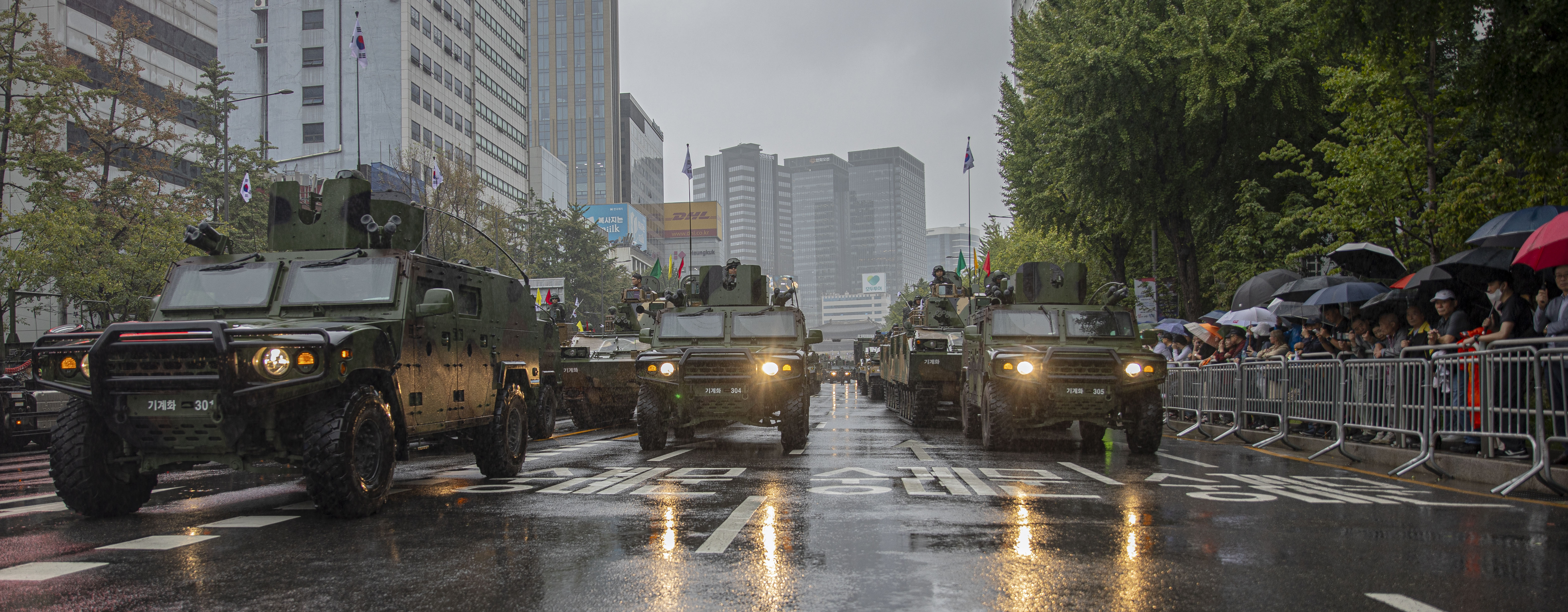
2023년 열병식에 등장한 KLTV
- 대한민국 육군 KLTV의 현궁
- 대한민국 육군 KLTV의 현궁